# Kalajärvi (sjö i Loppis, Egentliga Tavastland)
Kalajärvi är en sjö i kommunen Loppis i landskapet Egentliga Tavastland i Finland. Sjön ligger 122,3 meter över havet. Arean är 42 hektar och strandlinjen är 2,83 kilometer lång. Sjön  ingår i Karisåns huvudavrinningsområde.   Den ligger omkring 38 km sydväst om Tavastehus och omkring 77 km nordväst om Helsingfors. 